# Passerelle de San Jerónimo
Pour les articles homonymes, voir San Jerónimo.
La passerelle de San Jerónimo est un pont de Séville (Andalousie, Espagne).

## Situation
En partant du nord de la ville, le pont est le premier à enjamber la darse du Guadalquivir, qui traverse Séville du nord au sud, à l'endroit du méandre de San Jerónimo. Il relie le parc de San Jerónimo (district Nord) et le parc de l'Alamillo (île de la Cartuja, district de Triana).